# Phytomyza saxatilis
Phytomyza saxatilis är en tvåvingeart som beskrevs av Griffiths 1974. Phytomyza saxatilis ingår i släktet Phytomyza och familjen minerarflugor.
Artens utbredningsområde är Yukon. Inga underarter finns listade i Catalogue of Life.